# Edshel Martha
Edshel Juan Jose Martha (ur. 29 marca 1991) – piłkarz z Bonaire grający na pozycji środkowego pomocnika w klubie SV Real Rincon i reprezentacji Bonaire. Występował w młodzieżowej reprezentacji Curaçao.

## Kariera reprezentacyjna
Martha w sezonie 2016/2017 grał dla SV Juventus. W latach 2017–2019 reprezentował barwy SV Atlétiko Flamingo. W 2019 roku przeniósł się do Realu Rincon, dla którego w sezonie 2019/2020 zdobył 11 bramek.
| Mecze i gole w reprezentacji | Mecze i gole w reprezentacji | Mecze i gole w reprezentacji | Mecze i gole w reprezentacji | Mecze i gole w reprezentacji    | Mecze i gole w reprezentacji | Mecze i gole w reprezentacji | Mecze i gole w reprezentacji                         |
| Curaçao U-20                 | Curaçao U-20                 | Curaçao U-20                 | Curaçao U-20                 | Curaçao U-20                    | Curaçao U-20                 | Curaçao U-20                 | Curaçao U-20                                         |
| Lp.                          | Data                         | Miejsce                      | Gospodarz                    | Gość                            | Wynik                        | Gol                          | Rozgrywki                                            |
| ---------------------------- | ---------------------------- | ---------------------------- | ---------------------------- | ------------------------------- | ---------------------------- | ---------------------------- | ---------------------------------------------------- |
| 1.                           | 08.11.2010                   | Kralendijk                   | Curaçao U-20                 | Brytyjskie Wyspy Dziewicze U-20 | 20:0                         | Gol · Gol                    | Mistrzostwa Ameryki Północnej U-20 2011 – eliminacje |
| 2.                           | 10.11.2010                   | Kralendijk                   | Curaçao U-20                 | Saint Kitts i Nevis U-20        | 1:1                          | Gol                          | Mistrzostwa Ameryki Północnej U-20 2011 – eliminacje |
| 3.                           | 12.11.2010                   | Kralendijk                   | Curaçao U-20                 | Kuba U-20                       | 0:2                          |                              | Mistrzostwa Ameryki Północnej U-20 2011 – eliminacje |
| 4.                           | 19.01.2011                   | Paramaribo                   | Surinam U-20                 | Curaçao U-20                    | 2:1                          |                              | Mistrzostwa Ameryki Północnej U-20 2011 – eliminacje |
| 5.                           | 21.01.2011                   | Paramaribo                   | Bermudy U-20                 | Curaçao U-20                    | 1:2                          |                              | Mistrzostwa Ameryki Północnej U-20 2011 – eliminacje |
| Bonaire                      |                              |                              |                              |                                 |                              |                              |                                                      |
| Lp.                          | Data                         | Miejsce                      | Gospodarz                    | Gość                            | Wynik                        | Gol                          | Rozgrywki                                            |
| 1.                           | 09.09.2018                   | Willemstad                   | Bonaire                      | Dominikana                      | 0:5                          |                              | Liga Narodów CONCACAF 2019/2020 – eliminacje         |
| 2.                           | 14.10.2018                   | Willemstad                   | Bonaire                      | Jamajka                         | 0:6                          |                              | Liga Narodów CONCACAF 2019/2020 – eliminacje         |
| 3.                           | 06.09.2019                   | Willemstad                   | Bonaire                      | Brytyjskie Wyspy Dziewicze      | 4:2                          | Gol · Gol                    | Liga Narodów CONCACAF 2019/2020                      |
| 4.                           | 09.09.2019                   | Nassau                       | Bahamy                       | Bonaire                         | 2:1                          |                              | Liga Narodów CONCACAF 2019/2020                      |